# Kekko Fornarelli

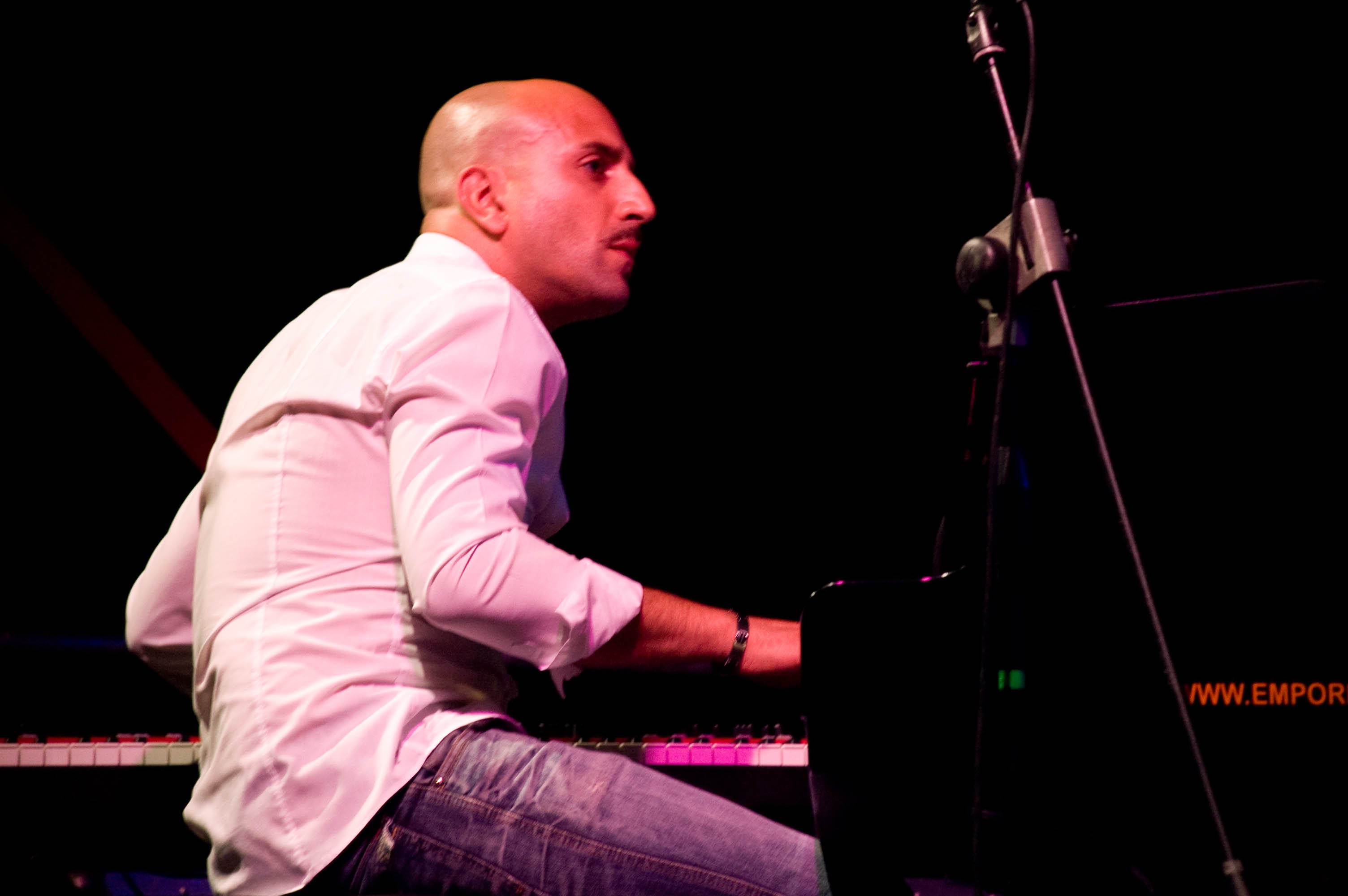
Kekko Fornarelli (2011)

Kekko Fornarelli (* 10. Januar 1978 in Bari) ist ein italienischer Jazzmusiker (Piano, Komposition).

## Leben und Wirken
Fornarelli begann bereits im Alter von drei Jahren, klassisches Piano zu lernen. Er erhielt zunächst Privatunterricht und studierte später am Conservatorio Piccinni in Bari. Sein Interesse am Jazz entwickelte sich im Alter von 18 Jahren.
Fornarelli lebte zwischen 2005 und 2008 in Frankreich. Er trat mit Musikern wie Eric Vloeimans, Flavio Boltro, Michel Benita, Yuri Goloubev, Benjamin Henocq, Nicolas Folmer, Rosario Giuliani, Francesco Bearzatti, Jérôme Regard, Manhu Roche oder Luca Bulgarelli auf. Er hat unter eigenem Namen acht Alben veröffentlicht, zunächst Circular Thought im Jahr 2005. Es folgten Alben wie A French Man in New York (2008, inspiriert von dem französischen Pianisten Michel Petrucciani), Room of Mirrors (2011), Outrush (2014) und zuletzt Naked (2023).